# Magnolia mariusjacobsia
Magnolia mariusjacobsia este o specie de plante din genul Magnolia, familia Magnoliaceae, descrisă de Hans Peter Nooteboom. Conform Catalogue of Life specia Magnolia mariusjacobsia nu are subspecii cunoscute.